# Supercoupe d'Italie de football 1998
Navigation
Supercoupe d'Italie 1997 Supercoupe d'Italie 1999
La Supercoupe d'Italie 1998 (italien : Supercoppa italiana 1998) est la onzième édition de la Supercoupe d'Italie, épreuve qui oppose le champion d'Italie au vainqueur de la Coupe d'Italie. Disputée le 29 août 1998 au stadio delle Alpi à Turin devant 16 500 spectateurs, la rencontre est remportée par la Lazio de Rome sur le score de 2-1 aux dépens de la Juventus.

## Feuille de match
| 29 août 1998 | Juventus             | 1-2   | Lazio de Rome                   | Stadio delle Alpi, Turin                        |                                                 |
|              | Del Piero 87e (pen.) | (0-1) | 37e Nedvěd · 90+4e S. Conceição | Spectateurs : 16 500 Arbitrage : Roberto Bettin | Spectateurs : 16 500 Arbitrage : Roberto Bettin |

| Juventus | Lazio |

| Gardien de but | 1  | Angelo Peruzzi        |         |     |
| D              | 15 | Alessandro Birindelli |         | 60e |
| D              | 19 | Igor Tudor            |         |     |
| D              | 13 | Mark Iuliano          |         |     |
| D              | 17 | Gianluca Pessotto     |         |     |
| M              | 20 | Alessio Tacchinardi   | Averti  |     |
| M              | 14 | Didier Deschamps      |         | 46e |
| M              | 26 | Edgar Davids          |         | 77e |
| M              | 21 | Zinédine Zidane       |         |     |
| A              | 10 | Alessandro Del Piero  |         |     |
| A              | 9  | Filippo Inzaghi       | 2e, 64e |     |
| Remplaçants :  |    |                       |         |     |
| Gardien de but | 12 | Michelangelo Rampulla |         |     |
| D              | 6  | Dimas Teixeira        |         | 77e |
| M              | 5  | Fabio Pecchia         |         |     |
| M              | 7  | Angelo Di Livio       |         | 60e |
| M              | 8  | Antonio Conte         |         |     |
| M              | 18 | Jocelyn Blanchard     |         |     |
| A              | 11 | Daniel Fonseca        |         | 46e |
| Entraîneur :   |    |                       |         |     |
| Marcello Lippi |    |                       |         |     |

| Gardien de but      | 1  | Luca Marchegiani  | Averti |     |
| D                   | 24 | Fernando Couto    |        | 77e |
| D                   | 6  | Giovanni López    | Averti |     |
| D                   | 11 | Siniša Mihajlović |        | 84e |
| D                   | 3  | Stefano Lombardi  |        |     |
| M                   | 14 | Sérgio Conceição  |        |     |
| M                   | 23 | Giorgio Venturin  | Averti |     |
| M                   | 21 | Iván de la Peña   |        |     |
| M                   | 18 | Pavel Nedvěd      |        | 55e |
| A                   | 10 | Roberto Mancini   |        |     |
| A                   | 9  | Marcelo Salas     |        |     |
| Remplaçants :       |    |                   |        |     |
| Gardien de but      | 22 | Marco Ballotta    |        |     |
| D                   | 17 | Guerino Gottardi  |        | 77e |
| M                   | 4  | Dario Marcolin    |        | 84e |
| M                   | 20 | Dejan Stanković   | Averti | 55e |
| M                   | 26 | Roberto Baronio   |        |     |
| A                   | 7  | Roberto Rambaudi  |        |     |
| A                   | 8  | Igor Protti       |        |     |
| Entraîneur :        |    |                   |        |     |
| Sven-Göran Eriksson |    |                   |        |     |